# Кабули (поэт)
Мир Сеи́д Кабули́ (перс. میر سید کابلی‎), более известный под псевдонимом Кабули́ (перс. کابلی‎) — поэт, живший в XV веке в Тимуридской империи. В основном писал на чагатайском тюрки (староузбекском), а также на персидском языке. Является дядей Алишера Навои со стороны матери. Мир Сеид Кабули являлся сыном одного из эмиров Кабула — шейха Абу Сеида и родной сестры Алишера Навои. 
Алишер Наваи в своем «Маджалис-уль-Нафаис» упоминает в том числе Мир Сеида Кабули, согласно которому он был талантливым поэтом, и Навои отдельно подчеркивает и хвалит стремление Кабули писать в основном на тюркском языке.